# Ståndsfrövecklare
Ståndsfrövecklare (Eucosma campoliliana) är en fjärilsart som först beskrevs av Michael Denis och Ignaz Schiffermüller 1775.  Ståndsfrövecklare ingår i släktet Eucosma, och familjen vecklare. Enligt den finländska rödlistan är arten nära hotad i Finland. Arten är reproducerande i Sverige. Artens livsmiljö är odlingsmark.

## Bildgalleri

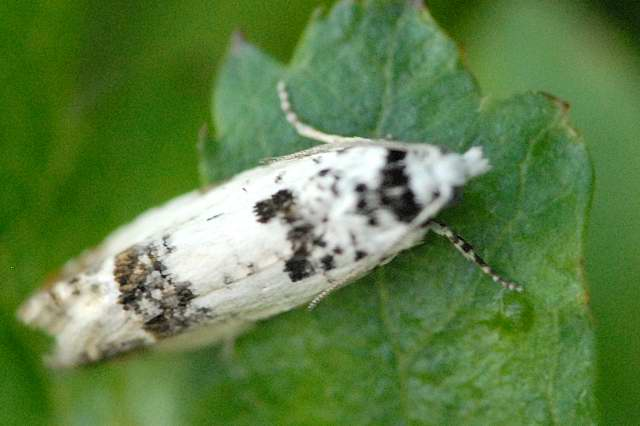